# 全国歯科技工士学校協会
一般社団法人全国歯科技工士学校協会（ぜんこくしかぎこうしがっこうきょうかい）は、日本の一般社団法人の一つで私立の歯科技工士養成所によって結成されている団体。1969年（昭和44年）7月に設立。本部は名古屋市名東区藤が丘の東海歯科医療専門学校内に置かれている。
設立当初は「歯科技工士教育協議会」という名称であったが、全ての歯科技工士学校が加盟する全国歯科技工士教育協議会が設立されたことから1972年（昭和47年）9月に現名称に変更となった。

## 活動内容
私立歯科技工士養成所間の相互連絡、歯科技工士試験の模擬問題作成などを行っている。